# František Dostál (fotograf)

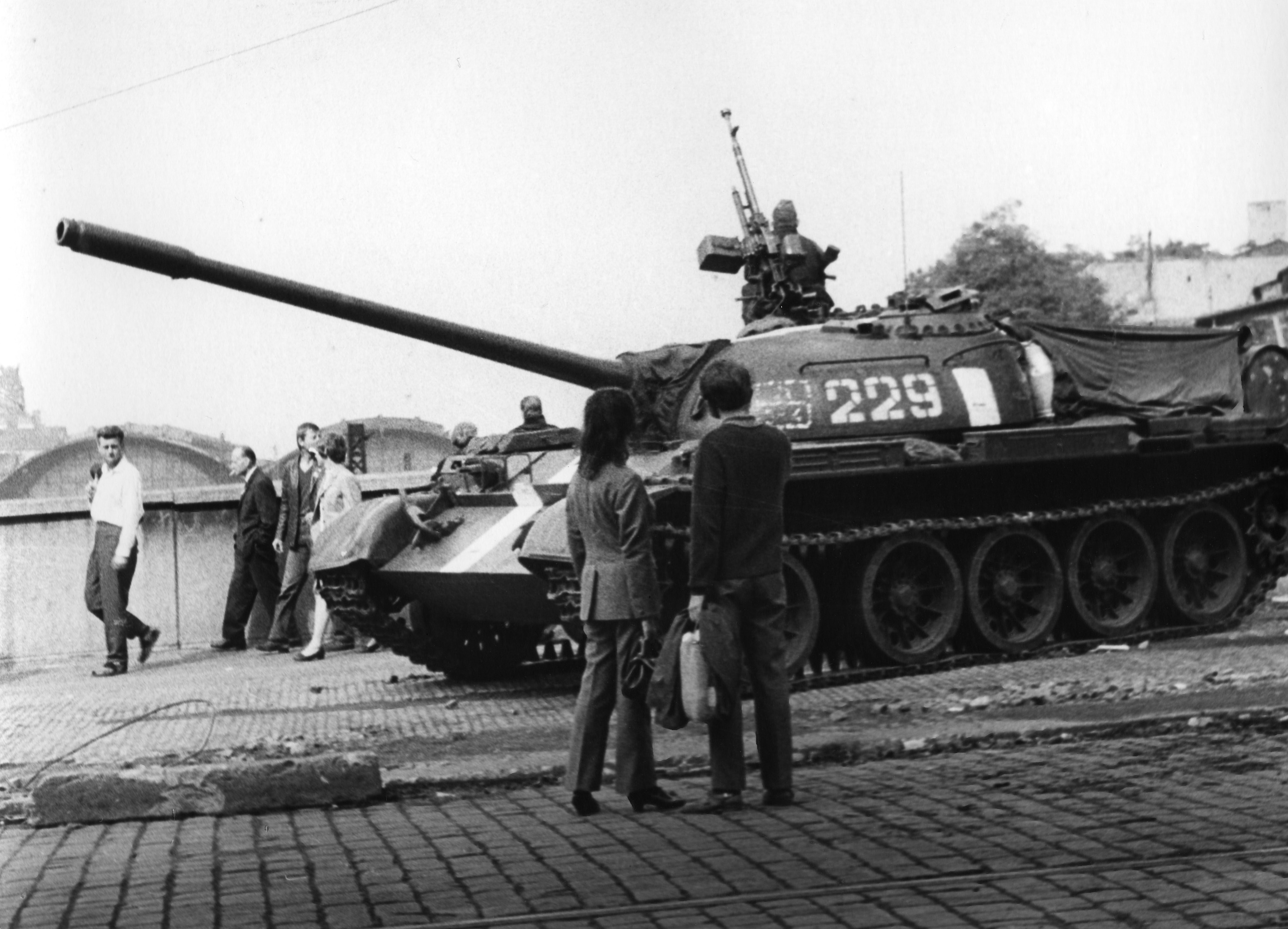
František Dostál, Srpen 1968

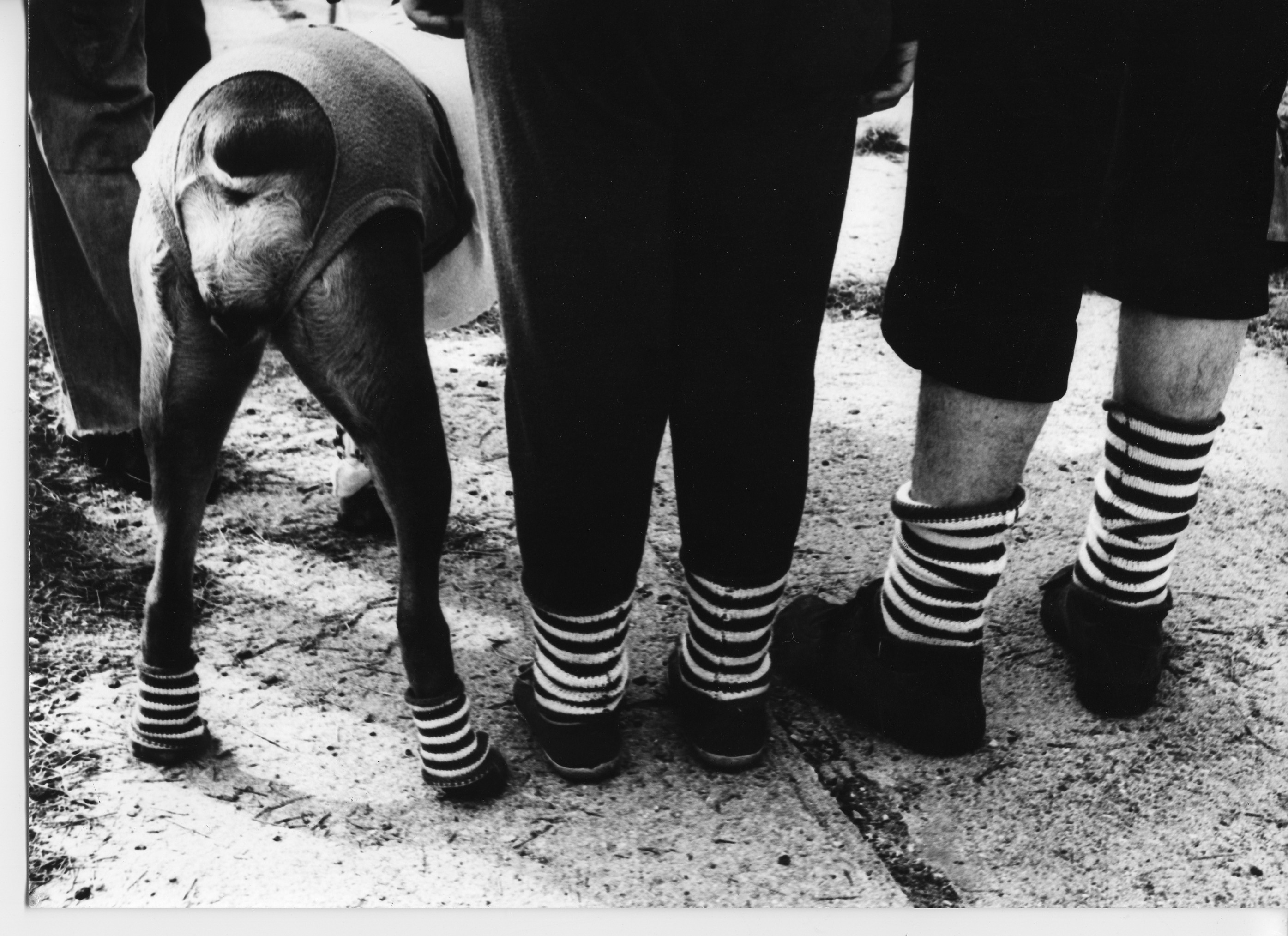
Fotografie ze souboru Psi a lidé, 1972

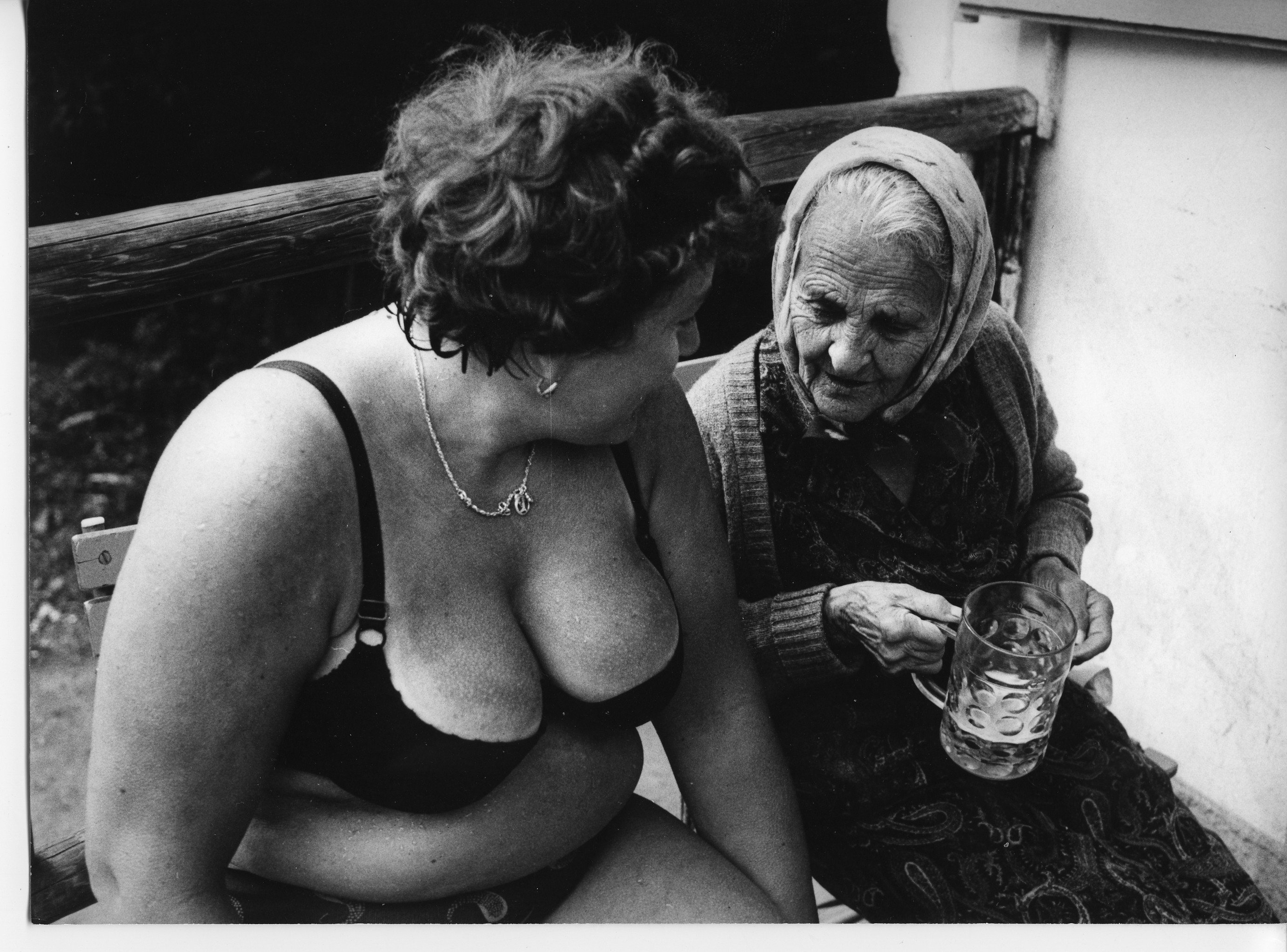
Fotografie ze souboru Letní lidé, 1968–1990

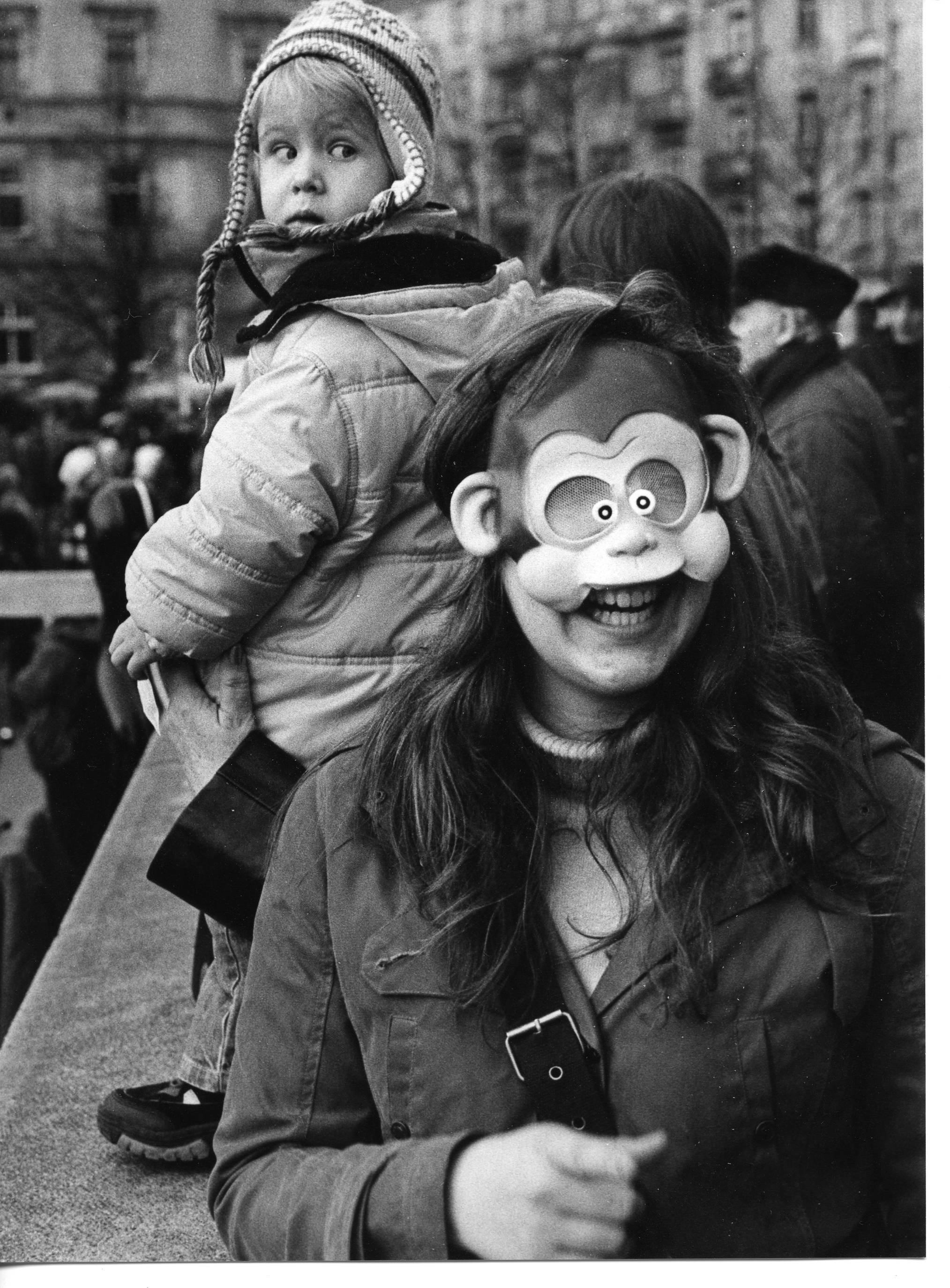
Žižkovský masopust, 2008

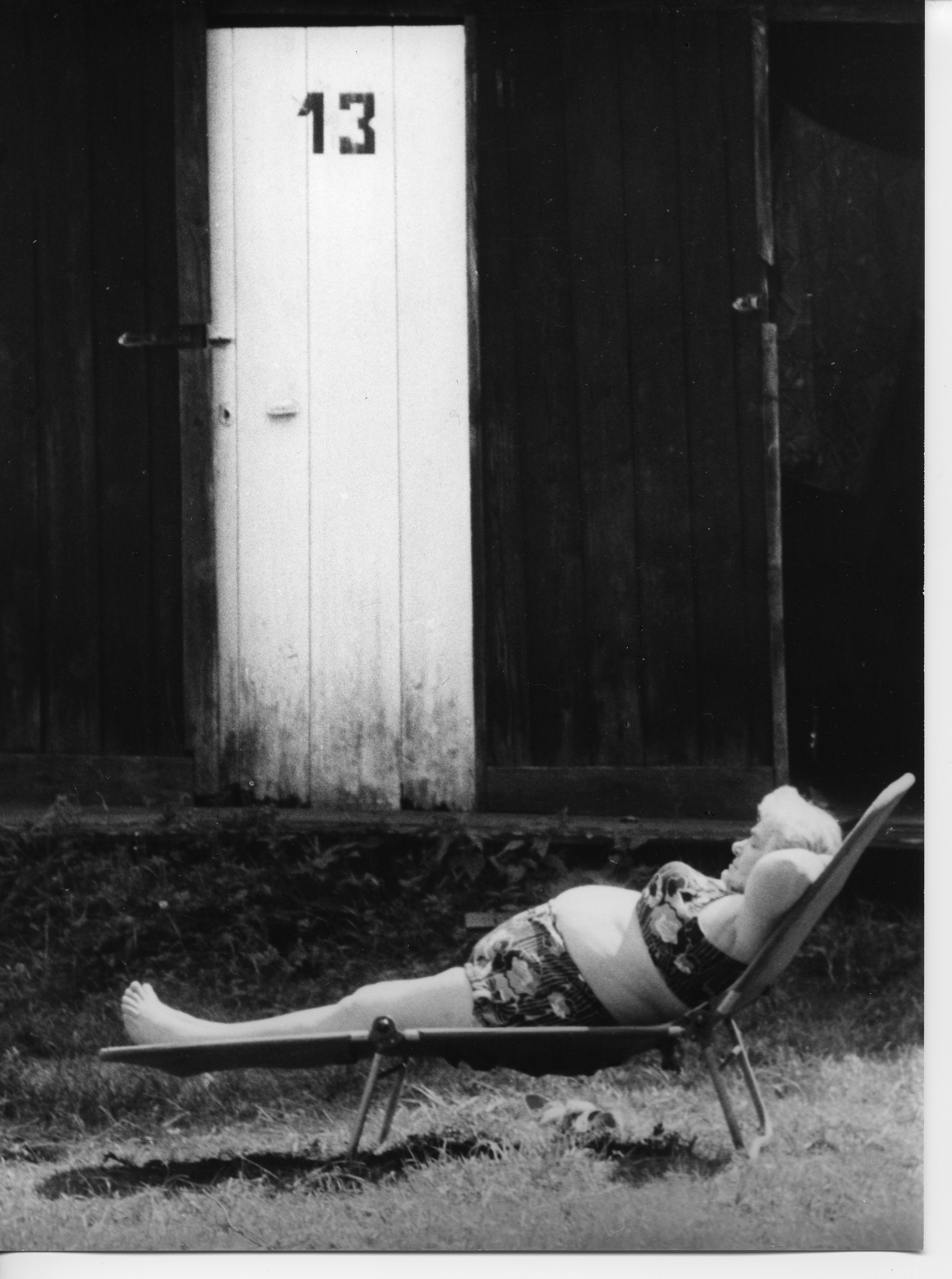
Fotografie ze souboru Letní lidé, 1968–1990

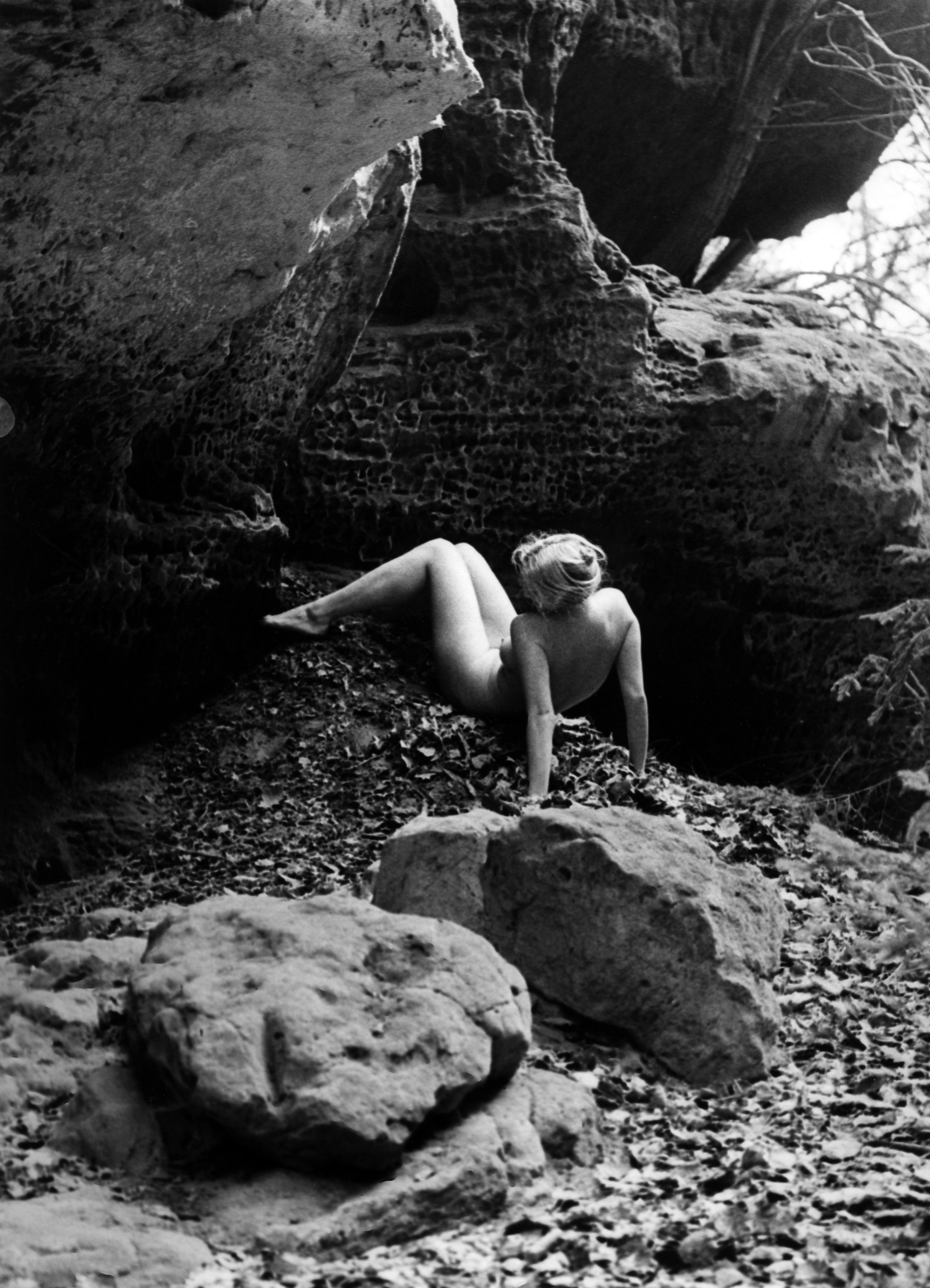
Akt, 1970–1980

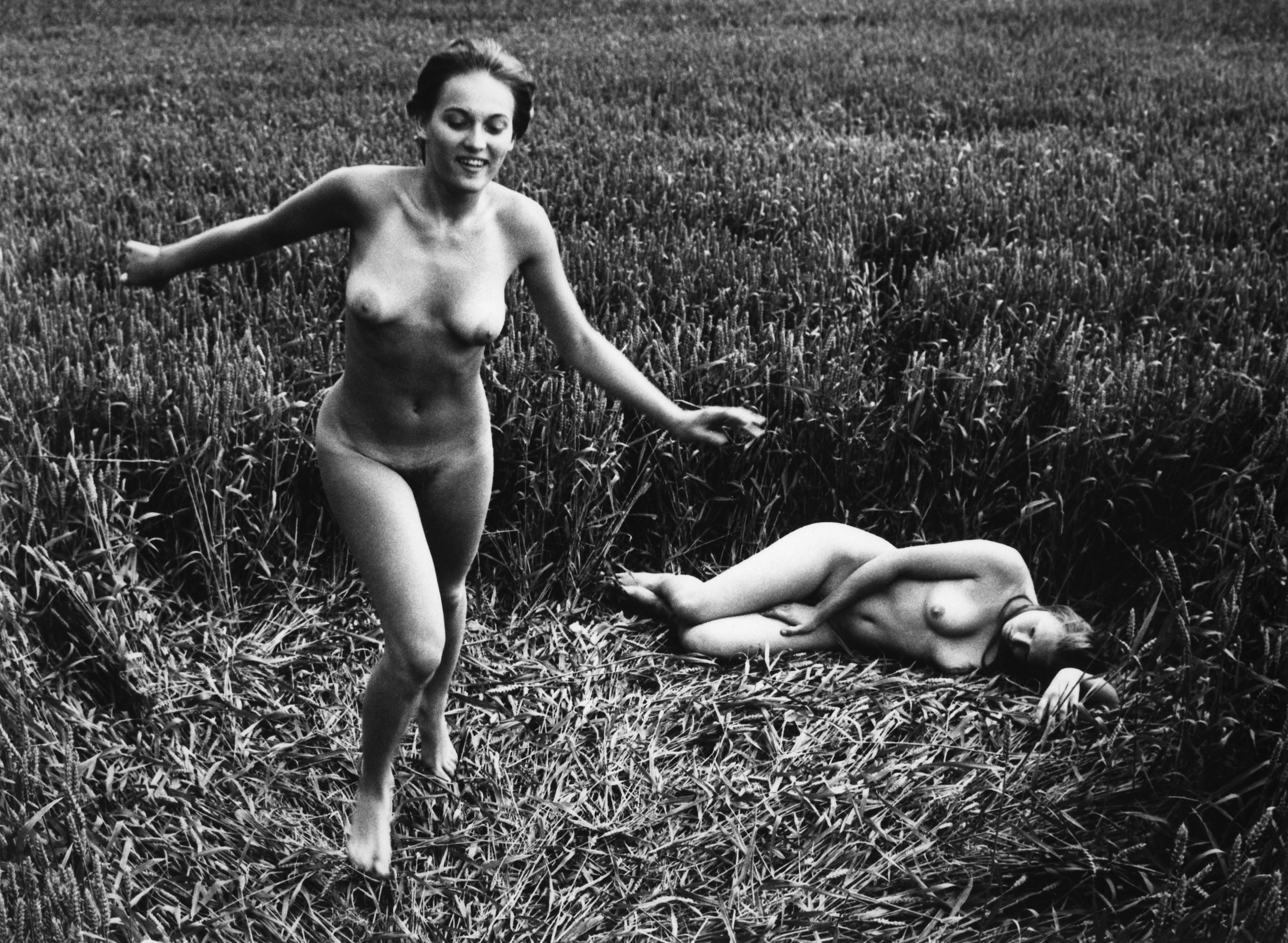
Akt, 1970–1980

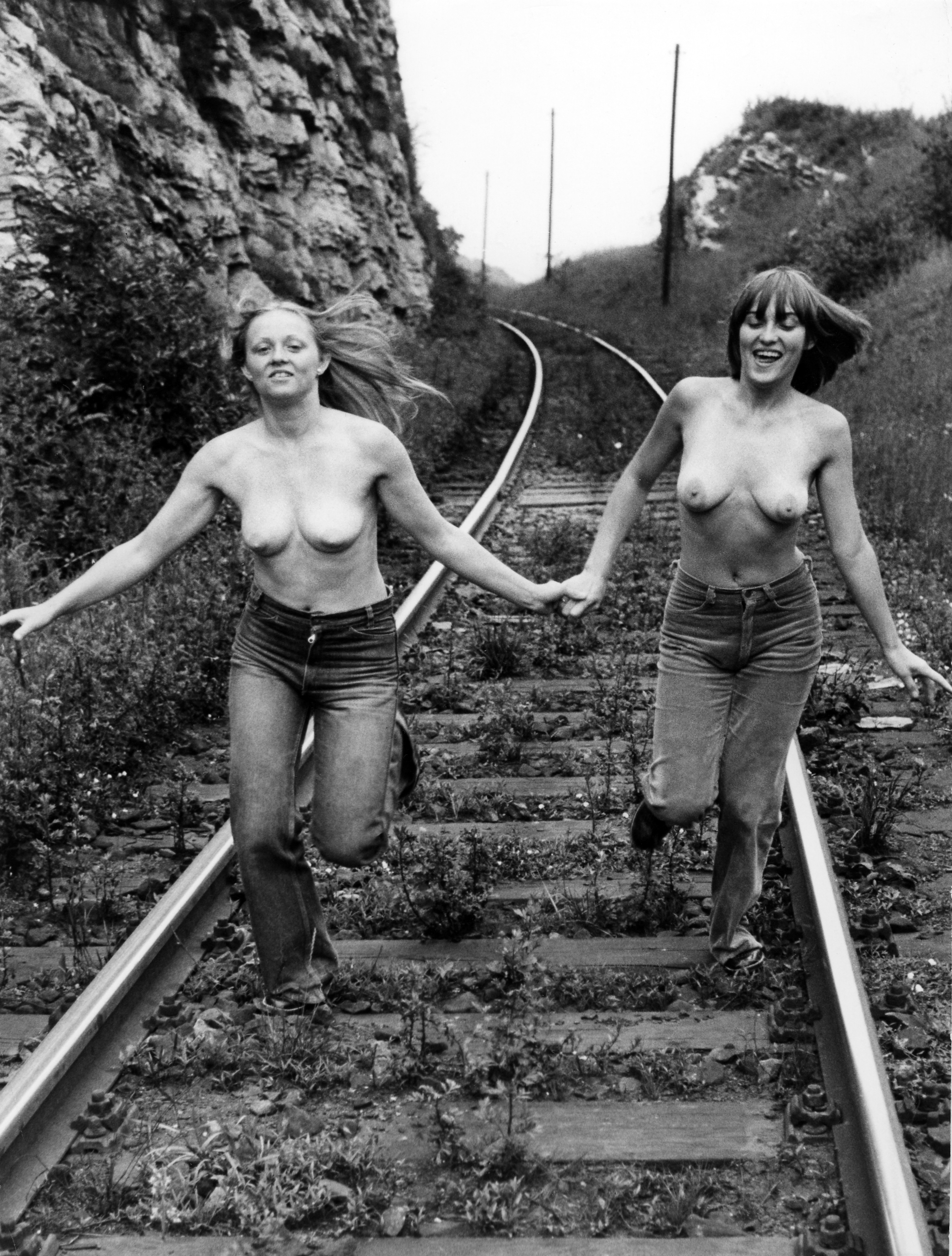
Akt, 1970–1980

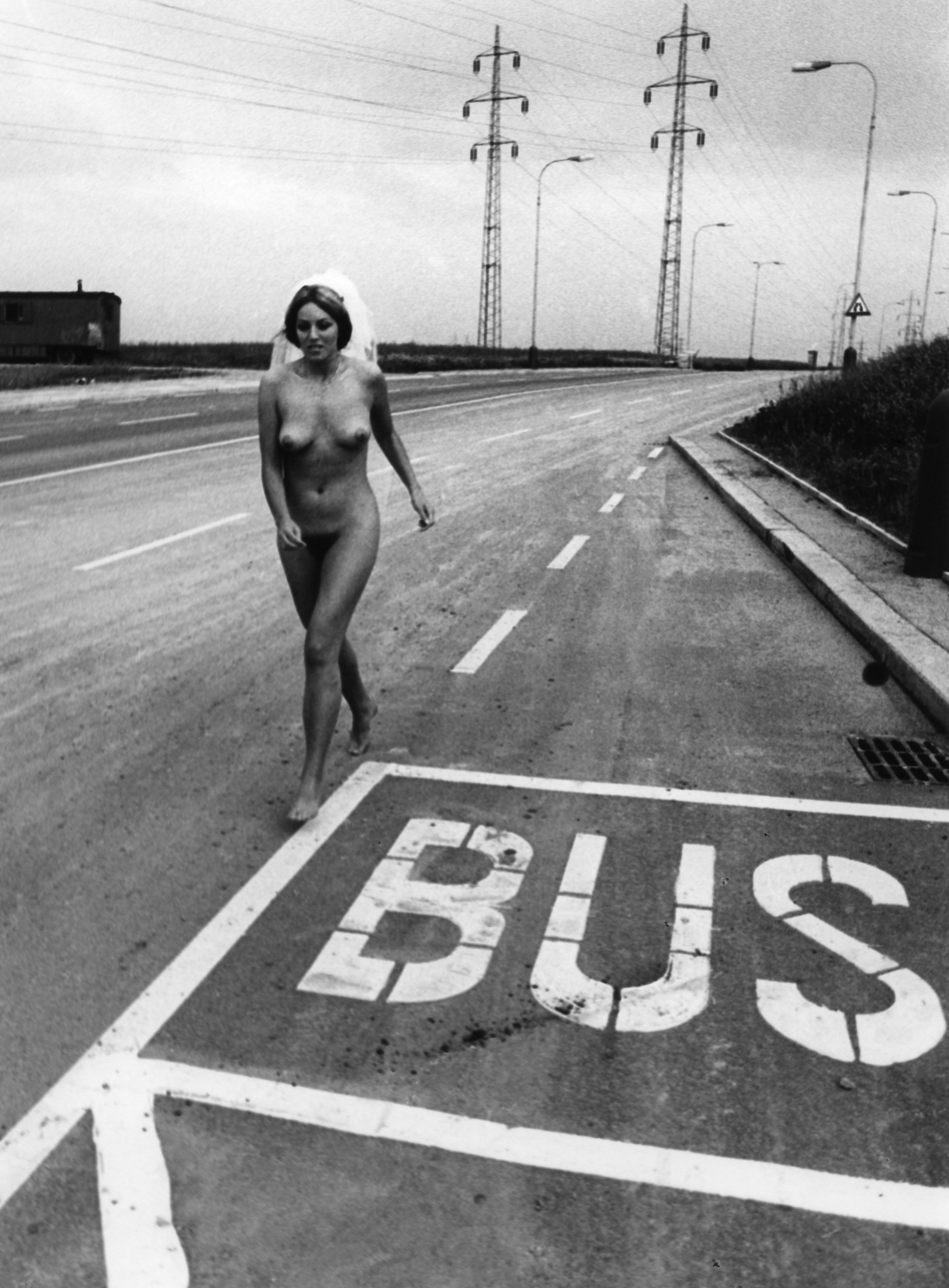
Akt, 1970–1980

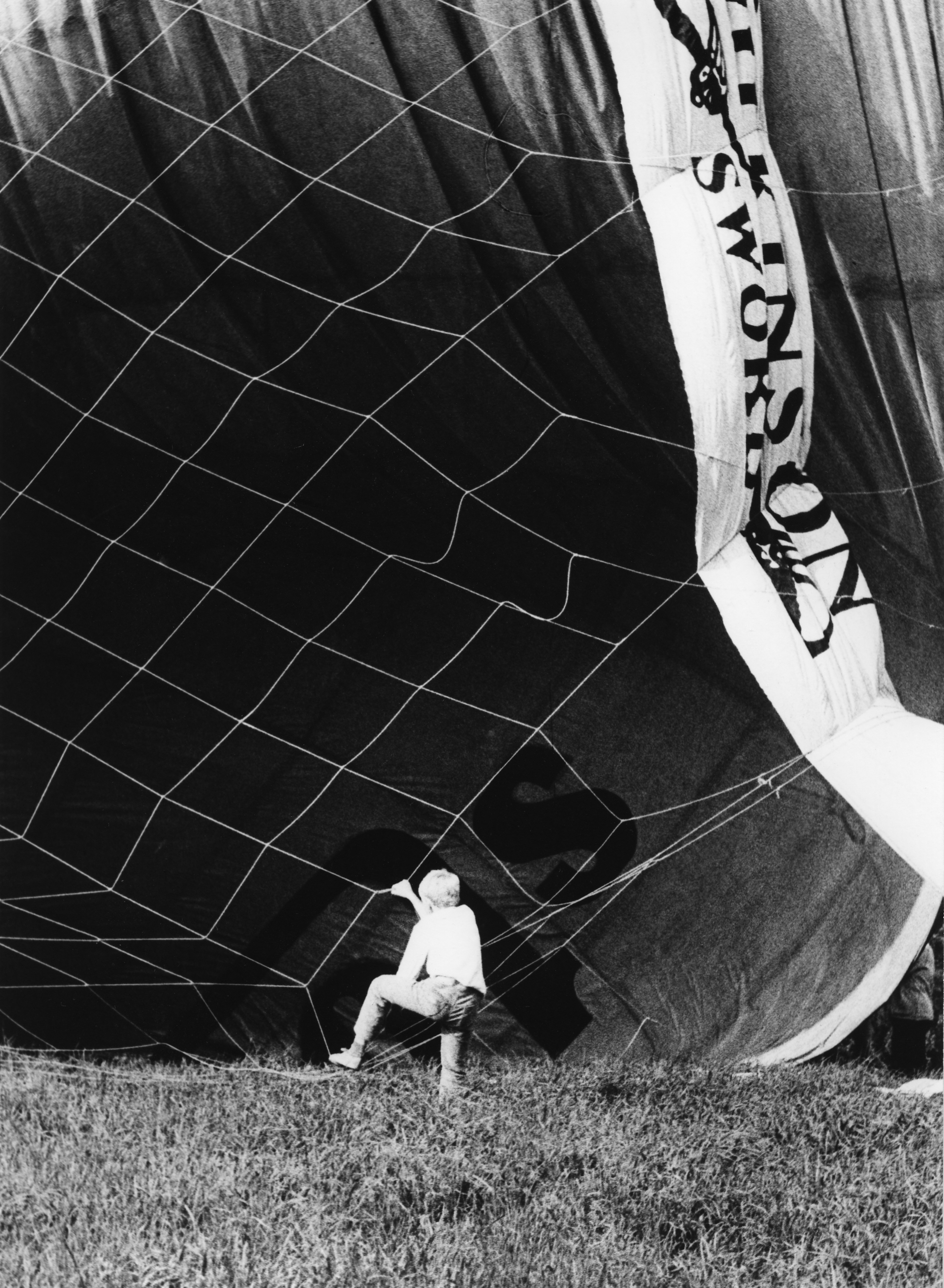
Pozor na balony!, 1977

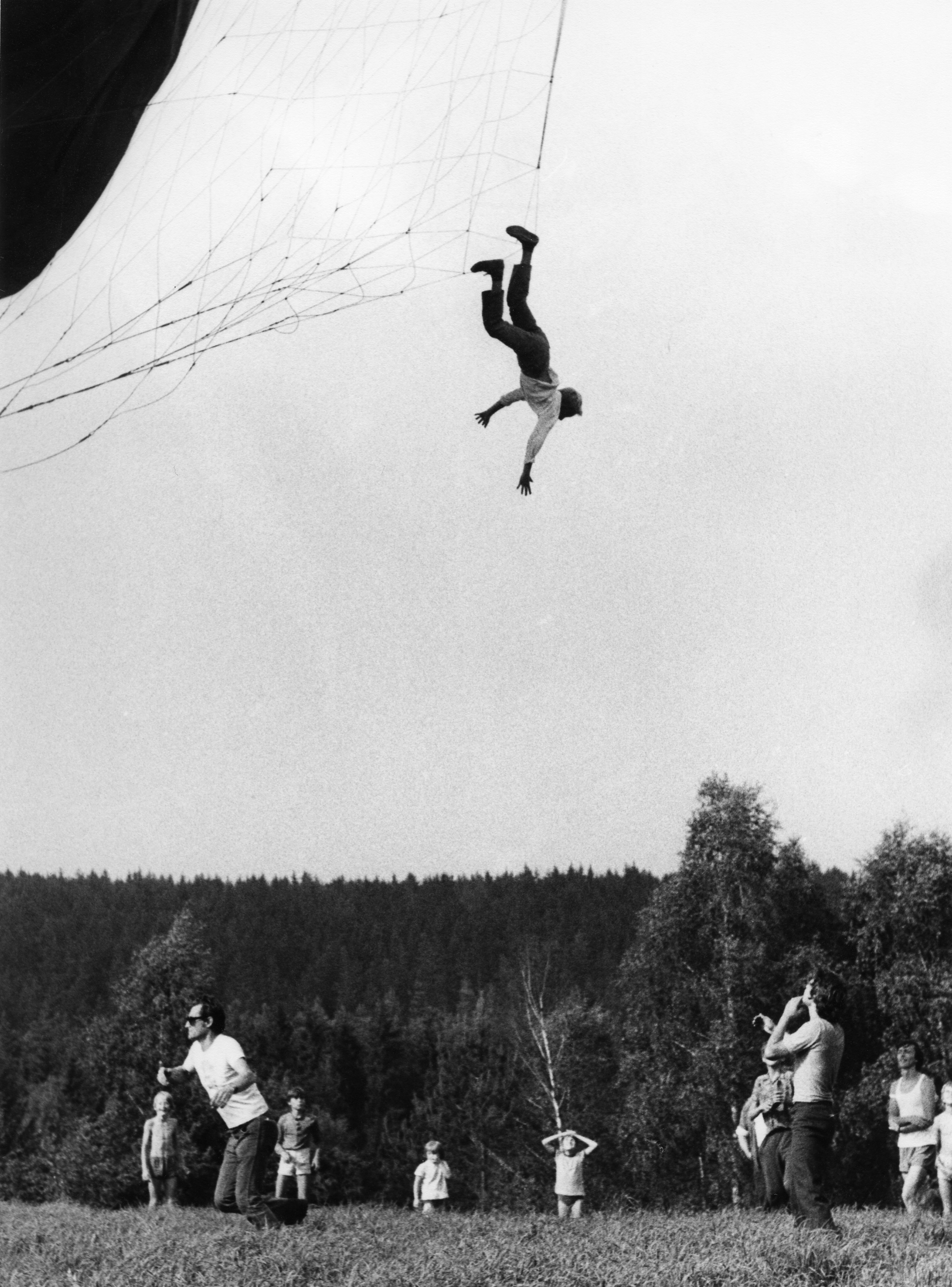
Pozor na balony!, 1977

František Dostál (21. července 1938 Praha – 5. prosince 2022) byl český reportážní a dokumentární fotograf žijící v Praze. Jeho nejslavnějším souborem jsou Letní lidé, který vytvořil mezi roky 1968–1990 ve Zlenicích na řece Sázavě. Námětem jeho tvorby v posledních třiceti letech jsou především lidé pražských ulic. Pro jeho dílo je typický jemný humor těžící z často absurdních setkání více nesourodých prvků na jednom obrazu.

## Životopis
Narodil se a vyrůstal v chudých poměrech v pražských Vršovicích v rodině krejčovského dělníka a služky. Od dětství se pohyboval v oblasti Bohdalce a Slatin v dnešní Praze 10. Část svého života však prožil v Hradeníně na Kolínsku a v jihočeských Vodňanech.
Studoval na průmyslové škole strojnické (1953–1957), kde se poprvé seznámil s fotografií při rentgenové kontrole kvality svárů.
V mládí byl aktivním sportovcem. Jako dorostenec se stal držitelem československého rekordu ve sprinterské štafetě a skákal do výšky. Navštěvoval pohybovou školu Otakara Jandery a už po ročním tréninku ve skoku vysokém vyhrál titul mistra republiky v této disciplíně (1954). Kvůli vojenské službě (1957–1959) a zejména zdravotním problémům sport brzy opustil.
Téměř do svého důchodu pracoval jako konstruktér obráběcích strojů ve firmě Škoda Plzeň se sídlem v Praze.
Jeho partnerkou byla fotografka Alena Vykulilová. František Dostál zemřel 5. prosince 2022, bylo mu 84 let.

## Fotografické dílo
Fotografovat začal okolo roku 1960, nikdy se však nestal reportérem z povolání. Prvotní inspirací ve fotografii mu byla jeho rodná čtvrť Vršovice. Zachycoval lidi ve zdánlivě obyčejných situacích, které však už tehdy měly výrazný výtvarný náboj. Krátce na to začal trávit víkendy v posázavské obci Zlenice. Zde mezi roky 1968–1990 nafotografoval obrazovou sondu do života trampské společnosti, kterou nazval Letní lidé. Teoretické a praktické vědomosti získával v klubu fotografů na Vinohradech, kde v roce 1983 založil skupinu Město.
Jeho první snímek byl otištěn v roce 1964 v týdeníku Květy a následovaly tisíce dalších. Z pohledu množství publikovaných fotografií i účastí na mezinárodních salonech a výstavách patří Dostál dodnes mezi české přeborníky. Dostálovy snímky otiskovala většina dobových novin a časopisů v období let 1975–1989. Oceňovaly bohatost autorových motivů a jemný humor, který částečně navazoval na meziválečnou vlnu české magazínové fotografie. V roce 2008 obdržel cenu Ministerstva kultury ČR za celoživotní přínos amatérské fotografii. Byl čestným členem Balon klubu Praha a držitel medaile Sic itur ad astra. Člen společnosti The Lihter than Air Society (USA).

## Dílo

### Publikace
František Dostál uspořádal více než 30 výstav a je autorem či spoluautorem následujících publikací:
- Trvalé bydliště Praha (1986, ocenění v soutěži Nejkrásnější kniha roku)
- Lidé pravdě podobní (1988, ocenění v soutěži Nejkrásnější kniha roku)
- Život je pes (1988)
- Jak padá podzim (1990)
- Čaj s příchutí jehličí (1992)
- Letní lidé (1996)
- Praha zezadu
- Psy Dodal Dostál (2000)
- Život je prevít, ale krásnej (2001)
- Fotořečiště (2007)
- Fotořečiště 2 (2008)
- Fotořečiště 3 (2009)
- Fotořečiště 4 (2010)
- Praha ve společné péči obyvatel (2010)
- Letní lidé (2010) – druhé, významně rozšířené vydání
- Fotořečiště 5 (2011)
- Paříž (2011)
- Fotořečiště 6 (2012)
- Život na psí knížku (2012)
- Fotořečiště 7 (2013)
- Fotořečiště 8, Praha 2013
- Fotořečiště 9, Praha 2014
- Fotořečiště 10, Praha 2014
- Fotořečiště 11, Praha 2015
- Jdeme na jedno, Praha 2015, text Ivan Hlas
- František Dostál, Fotografie, Praha 2015
- Fotořečiště 12, Praha 2015
- Fotořečiště 13, Praha 2016

### Podíl na publikacích
- Photography Year Book 1980, 1985, 1991, 1992, Anglie
- Karel Sýs, Pražský chodec II, Praha 1988
- David Žák, Jak padá podzim, České Budějovice 1990
- Ondřej Neff, Černobílé hodinky, Praha 1991
- Jan Vyčítal, Čaj s příchutí jehličí, Praha 1992
- Jan Nouza, Rytíři naděje, Praha 1993
- Miroslav Holub, Ono se letělo, Plzeň 1994
- Eduard Škoda, Tři tucty toulek Prahou, Praha 1994
- Kolektiv autorů, Smějeme se sobě i době, Žďár nad Sázavou 1994
- Jan Vyčítal, Potlach, Praha 1998
- Eva Frantinová, Kosti jsou vrženy, Praha 2000
- Jana Moravcová, Případy vlídného detektiva, Praha 2000
- Marta Bednářová, K mrtvým se na čaj nechodí, Praha 2000
- Zdeněk Hrabica, Jak jsem je poznal, Třebíč 2001
- Marta Bednářová, Životní křižovatky fotografa Františka Dostála, Praha 2002
- PHOTO life, Svět lidí a tváří, Praha 2003
- Hanka Hosnedlová, Saltem do života, Třebíč 2004
- Jacques Prévert, Nadosmrti dítětem, Praha 2004
- Jiří Žáček, Jak jsem potkal mořskou pannu, Praha 2006
- Mariusz Szczygiel, Udělej si ráj, Praha 2011
- Mariusz Szczygiel, Láska nebeská, Varšava 2012, Praha 2012
- Jana Balážová, SPOLU, aneb když text pohladí fotografii, Praha 2013
- Karel Sýs, Apokalypsa, Praha 2013
- Jana Koubková, Básně z jazzové dásně, Praha 2014
- Jiří Sehnal, METANOIA, Design studio 90, 2015
- Josef Sudek v rozhovorech a vzpomínkách, Praha 2014
- Jiří Žáček, Šansony, Praha 2015

### Citáty
Několik citátů z jeho publikace Život je prevít, ale krásnej…:
Fotografie nemají šidit, i když si chodíme po světě a ukrutně nevidíme. Vymýšlíme si rádobypoetické definice, šifrujeme řeč fotografie do symbolů, a přitom fotografie je tou nejpravdivější lží a její půvab spočívá v rukopisu. I na fotografii se lepí přespříliš parazitů.

Když už si člověk nechal říkat fotograf, přestože mu tahle činnost byla po celý život pouhopouhou zábavou a prostředkem k poznávání vrstevníků, měl by sestavit ze svých obrázků knížku mluvící jeho řečí.

Připomíná mi to řeči nad číší dobrého vína – o vinaři se mluví až poté, když se víno ochutná. Na vinaře lze i zapomenout, avšak příjemný pocit z vína zůstává.

Řekli o autorovi:
Dříve byl prostě kontrast života větší, což krásně zachytil třeba kolega František Dostál. Dnes to není tak markantní, protože se obrazně řečeno, značkové zboží velice přiblížilo vietnamskému, mnohdy k nerozeznání.
Miroslav Hucek
Ach, to stále se opakující bláznovství! Jistěže ano. Pokud bude každý usilovný, najde také krásné fotografie, ale František Dostál bude jen jediný. Stále to bude on, i přes svůj věk plachý kluk s fotoaparátem a se smyslem zachytit šmíru, a přitom i vtip.
Radek Burda, Život na psí knížku, Ostrov, 2012
Rád bych potkal člověka, který ještě nikdy žádnou Dostálovu fotografii neviděl.
Ondřej Neff

### Výběr výstav fotografií
- 1974, Městské muzeum Frýdlant
- 1974, 1982, 1986, Fotochema, Praha
- 1976, Kulturní dům Praha 4
- 1976, Kulturní dům, Praha 4 – Novodvorská
- 1977, Kulturní dům, Ostrava
- 1977, Canon Photo Gallery Amsterdam (Nizozemsko)
- 1977, Ostrava; Canon Gallery Amsterdam; Liège Gallery Belgie
- 1978, Berlín
- 1978, Tschechisches Zentrum, Berlín
- 1979, Světová výstava v Montrealu
- 1979, Czech Exhibition Hall at EXPO place. Montreal (Kanada), (Exhibition at the occasion of International Year of Child, společně s Dagmar Hochovou)
- 1979, Kulturní dům, Mladá Boleslav
- 1980, Pentacon Haus, Drážďany
- 1980, Dunkerk – Francie, Composite 80
- 1980, Mautner Schloss Burghausen; galerie Koszalin – Polsko
- 1981, Gallery leper – Belgie
- 1982, Městské kulturní středisko Příbor
- 1984, Sala de Exposiciones de la Sociedad Fotográfica de Zaragoza, Španělsko
- 1985, Kino Úsvit – Žilina; Canon Gallery Amsterdam
- 1986, Galerie NOVA – Košice; Galerie Fotochemy – Praha
- 1986–1987, Galerie Kaunus – Litva
- 2008, Galerie Greisen – Praha
- 1981, Kulturní dům, Praha 4 – Novodvorská
- 1981, Síň Svazu českých fotografů, Česká Lípa
- 1983, Kulturní dům, Mladá Boleslav
- 1986, Canon Gallery Amsterdam (Nizozemsko)
- 1986, Galerie NOVA, Košice (Slovensko)
- 1986, Litva, putovní výstava v pěti městech
- Städtische galerie Traun (Rakousko) 1987 (Evropští fotografové I)
- Stadtbücherei, Frankfurt nad Mohanem (Německo) 1988
- Fotogralerie am Weinberg, Halle (Německo) 1988
- Kulturní dům, Mladá Boleslav, 1986 (se skupinou MĚSTO)
- Malá galerie Čs. spisovatele, Praha, 1988
- Klub Na Petynce, Praha, 1988
- Dům umění města Brna, Dům pánů z Kunštátu, Brno, 1988
- Galerie Kornerpark, (Západní Berlín) 1988
- Klub Citice, Sokolov, 1988
- Odeon, Praha, 1989
- Futurum, Praha, 1989
- Česká amatérská fotografie 1945–1989. Park kultury a oddechu, Praha, 1989
- Galerie Nahoře, České Budějovice, 1990, 2001, 2008
- Kulturní dům, Plzeň, 1990
- Kulturní dům, Opava, 1990
- Malá galerie, Kladno, 1991
- Dům kultury, Praha – Smíchov, 1991
- Galerie knihkupectví bří Čapků, Praha, 1992
- Galerie Volland, Berlín (Německo) 1992
- Galerie Pražské energetiky, Praha, 1999
- Nürnberger Rathauses (Německo) 2000
- Malostranská beseda, Praha, 2001
- Galerie KrausERBEN, Drážďany (Německo) 2004
- Neuer Berlíner Kunstverein, Berlín (Německo) 2004
- Francouzský institut, Praha, 2008
- Městský úřad, Jablunkov, 2008
- Nový Smíchov, Praha, 2008
- Výtvarné centrum Chagall, Ostrava, 2009
- Galerie Svazu českých fotografů, Praha, 2009
- Galerie Academic, Roztoky u Prahy, 2010
- Galerie Čerťák, Tmaň, 2010
- Novoměstská radnice, Praha, 2011
- Senát České republiky, Praha, 2011
- Klub Koníček, Lucerna Praha, 2010, 2012, 2013
- Warenhaus, Konstanz (Německo) 2013
- K – Café, Praha, 2013
- Pražský hrad, Praha, 2014
- Městská knihovna, Most, 2014
- Městská galerie Vodňany, 2015
- Hotel ICON, Praha, 2016

### Zařazen ve sbírkách
- Moravská galerie v Brně
- Burghausen, Stadt museum, Německo
- Gabrovo, Dům humoru a satiry, Bulharsko
- Jindřichův Hradec, Národní muzeum fotografie
- Traun, Fotokabinet Willy Hengel, Rakousko
- Ostrava, Výtvarné centrum Chagall
- Praha, Sbírka fotografií Svazu českých fotografů
- Praha, Uměleckoprůmyslové museum v Praze
- Praha, České centrum fotografie
- Znojmo, Galerie Znovín

## Galerie

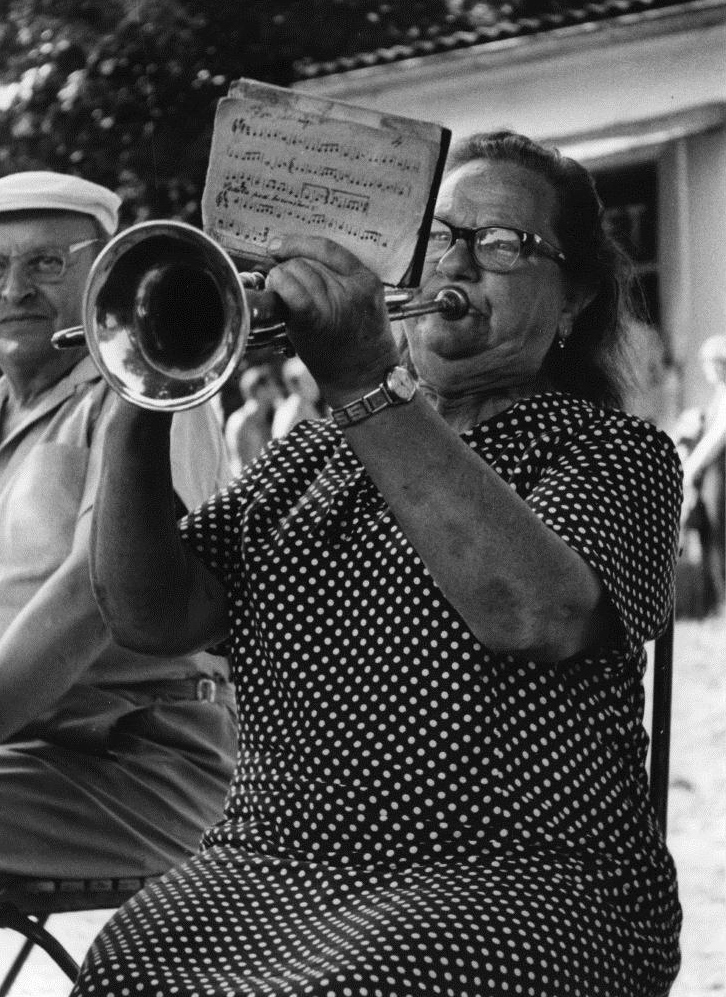
Snímek z cyklu Letní lidé, 1968-1990
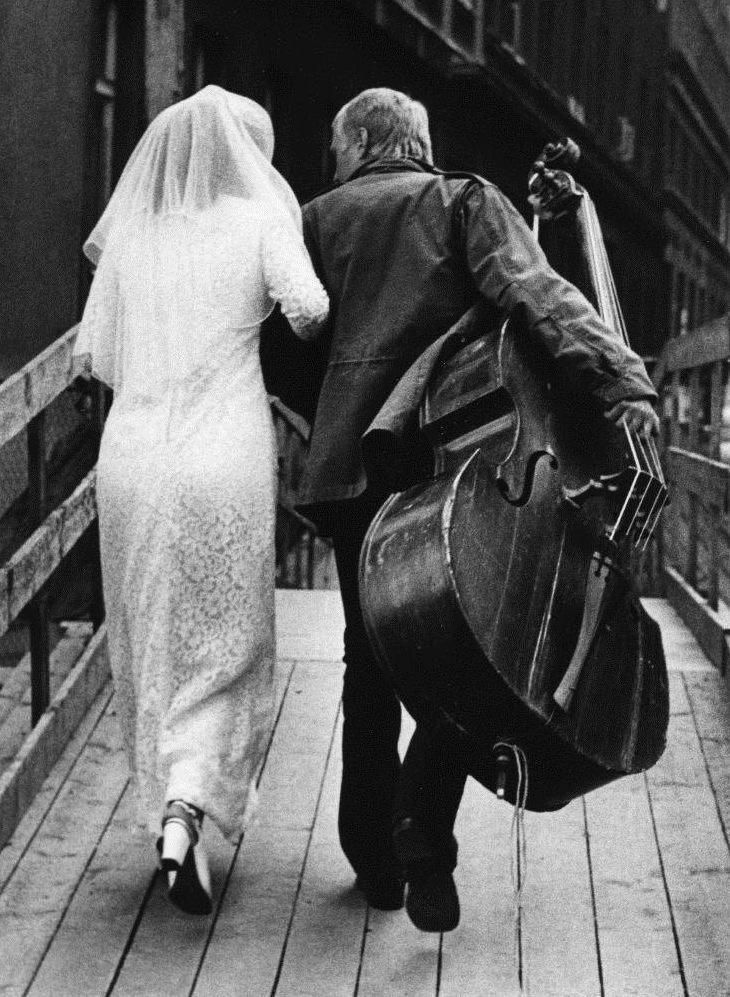
Svatební den, 1970
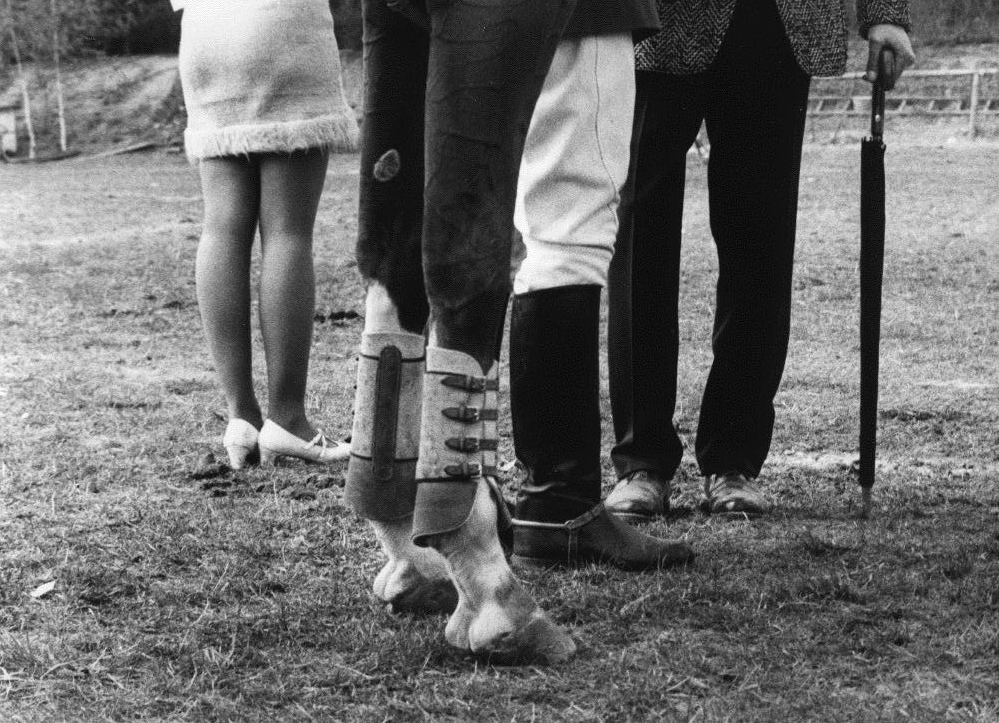
Nedělní odpoledne, 1972
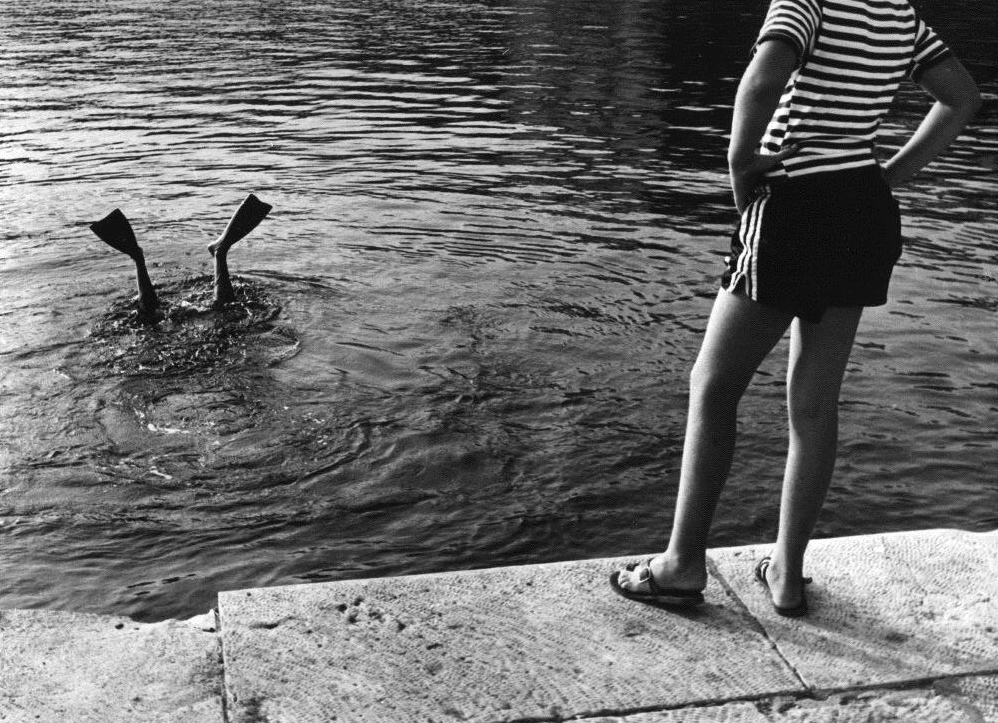
Divák, 1980
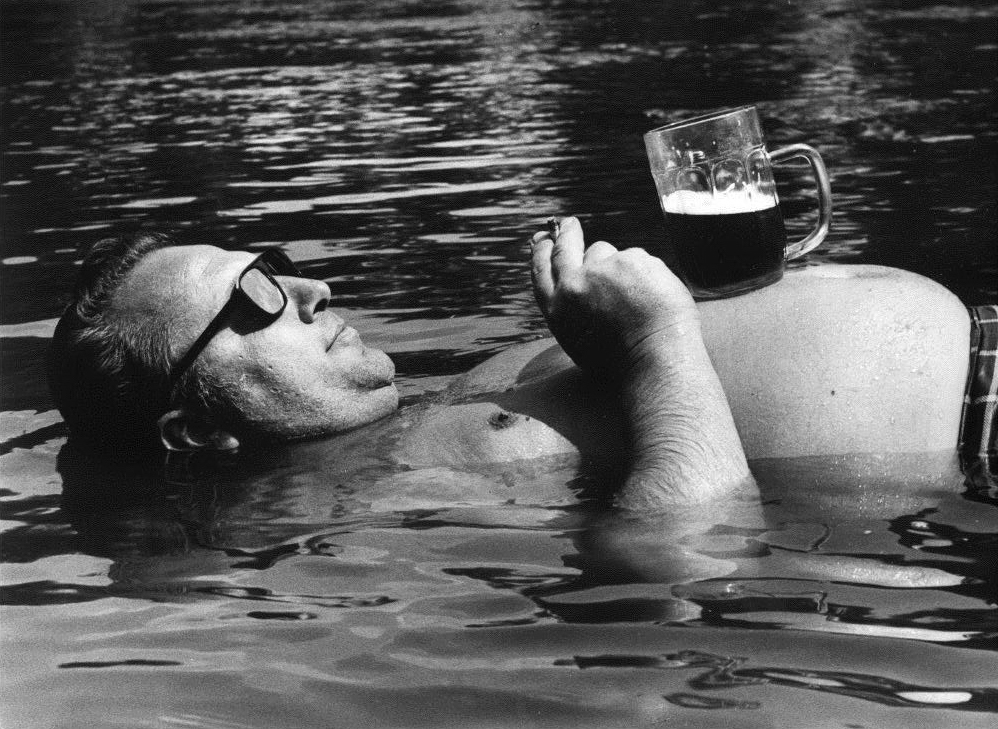
Snímek z cyklu Letní lidé, 1968-1990
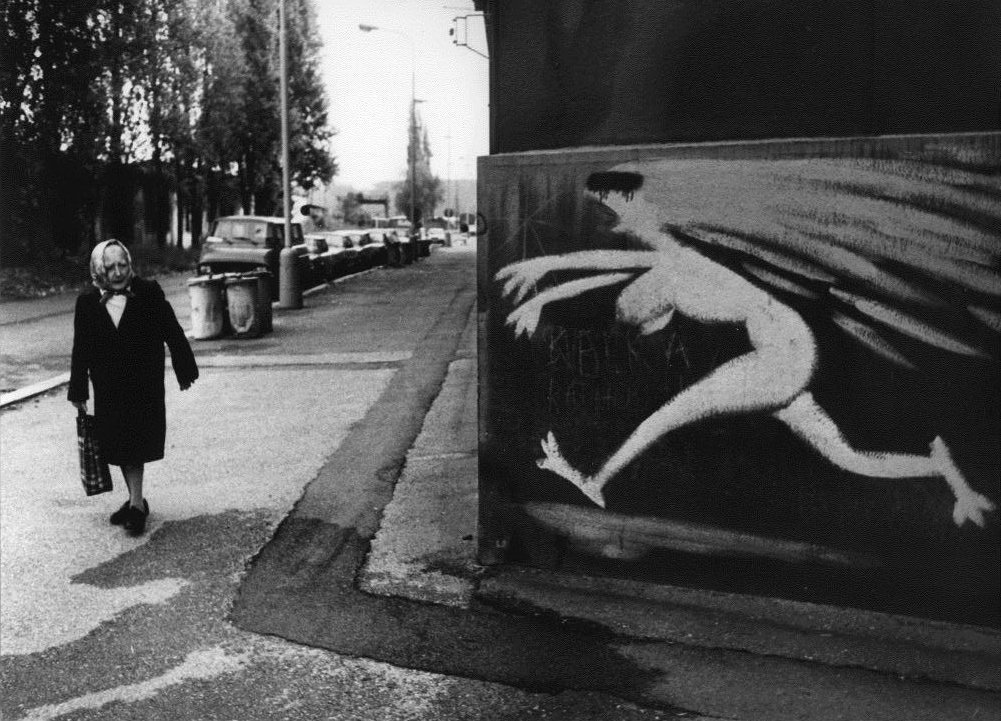
Snímek z cyklu Člověk ve městě, 1995